# 아이크 브로플로프스키
아이크 모이쉬 브로플로프스키(Ike Broflovski, Peter Gints란 이름으로 태어났다)는 사우스 파크에 나오는 등장인물이다. 그는 카일의 캐나다에서 입양된 동생이다. 아이크는 사우스 파크의 첫 에피소드인 "Cartman Gets an Anal Probe"에 처음 출현한다. 그는 외계인들에게 납치되지만, 카일은 그를 구하고 만다. 아이크의 목소리는 다른 애들의 목소리를 따왔다.

## 성격
아이크는 유별난 아이이다. 유아때, 아이크는 사우스 파크에서 그의 형과, 다른 사람들의 행동을 따라했고, 종종 그들의 말과 행동을 따라하기도 하였다. 비록 아이크가 매우 똑똑하지만, 그는 종종 사람들에게 닥치는 대로 대답을 하였다. 예를 들자면 "쿠키 몬스터(Cookie Monster)!"같은 것 말이다. 쿠키 몬스터는 아이크가 그가 테란스와 필립영화인 "불타는 엉덩이"를 보고 처음으로 말했는데, 여기서 한 명이 다른 쪽을 보고 "Cock-Master"라고 말한다.
아이크는 그의 형을 우상시하는 것처럼 보인다. 아이크는 최초의 에피소드에서 그의 형을 따라서 학교에 따라가는 장면이 보였다. 아이크는 종종 카일의 말을 따라서 하는데, 종종 음탕한 말을 하기도 한다. 한예로 "The New Terrance & Philip Movie Trailer" 에피소드에서 아이크가 먼저 뉴스를 보고 있는데, 카일이 멋대로 아이크가 뉴스를 보는 것을 방해하고, 다른 프로로 틀었을때, 아이크는 욕을 하였다. 카일은 표면상으로는 아이크에게 악의를 품고 있지만, 몇몇 에피소드들, 특히 주목할 만한 "Ike's Wee Wee" 에피소드에서, 카일이 아이크를 매우 사랑하고 있다는 것을 볼 수 있다. 10 시즌의 "Miss Teacher Bangs a Boy" 에피소드에서 아이크는 카일에 대해서 화가 잔뜩 났는데, 그건 카일이 그와 그의 유치원 선생님과의 사랑을 훼방놓았기 때문이다. 그래서 아이크는 명백하게 들리는 목소리로 "넌 내 손에 죽었다"고 말한다.
아이크는 종종 단어를 발음하지만, 대부분 틀린다. 극장판 사우스 파크에 나오는 테렌스와 필립의 영화인 불타는 엉덩이를 보면서 "donkey raping shit eater"를 발음하려고 하나, 아이크는 "dopee baping sheeteater"로 발음한다. 그러나 Mr. Garrison's Fancy New Vaigna 에피소드에서 아이크는 "penis"와 "vagina"를 잘 발음한다. 종종 아이크는 그냥 말을 입밖으로 내게 되는데, 아이크가 입 밖으로 내는 몇가지 말은 "Cookie Monster", "No" "Ring Around the Rosy," "Kookenbaker", "I pooped my pants", 그리고 다양한 알아듣지 못하는 중얼거림 등등이 있다.
4 시즌에서, 아이크는 천재로 유치원에 조기 입학을 하게 된다. 아이크가 천재라는 증거는 후에 만들어진 많은 에피소드에서 드러난다. 아이크는 음악을 작곡하고, 존 스타인벡의 소설을 읽으며, 짐 레이더의 뉴스시간이라는 뉴스 프로를 매일 밤마다 시청한다. 그리고 극장판 사우스 파크에서 카일이 그를 다락방에 숨기고 나서, 아이크는 하모니카를 능숙하게 불었다. Jewbilee 에피소드에서 아이크는 또한 유태인 캠프에서 레오나르도 다 빈치의 최후의 만찬을 마카로니로 세밀하게 그렸다. 그러나 그건 그것에 대해서 감명을 받지 않은 분대장에 의해서 망쳐졌다

## 아이크의 역사

### 아이크의 뒷 배경
아이크는 제랄드와 쉴라 브로플로프스키 부부가 입양하였다. 아이크의 생부모인 헨리와 엘시 길트(그들은 아이크의 세례명인 피터로 불렀다)는 캐나다에서 벌어진 콜라 전쟁으로 인한 황폐함 속에서, 그들은 애들을 기를 수 없다고 생각해서 아이크를 입양보냈다.
이 사실은 그의 머리가 팔락팔락거린다는 것과, 구슬같은 눈이 특징인 사우스 파크 내의 캐나다인 특징을 아이크가 가지고 있는 근거가 된다. 아이크를 처음 디자인할때, 제작자들은 아이크가 캐나다에서 태어날 때 입양되었다고 그렇게 디자인을 하였다.
"Stanley's Cup" 에피소드에서, 아이크의 캐나다인의 기질이 그의 Pee Wee 하키 팀의 다른 애들보다 좋은 하키 기술에 대한 설명으로 인용된다.

### 현재의 아이크
카일은 미식축구하듯이 아이크를 발로차기전에 "아이크 찬다!"라고 말한다. 그럼 아이크는 "아이 차면 안돼"라고 맞받아 친다. 아이크는 한번 "아이차지 마라고!"라고 말했다. 납득이 안되는 것 중에, 극장판 사우스 파크에서 쉴라는 창문을 깨면서 들어온 아이크를 야단치는데, 아이크는 아기라는 것을 고려하지 않고, 아기가 어떻게 창문을 깰만한 힘이 있는지 생각도 안해보고 아이크를 찬 카일은 나무라지 않으면서 아이크만 나무란다.
아이크가 천재라서, 아이크는 유치원에 조기입학하게 된다. 거기서 그는 반장선거의 후보로 나가게 되는데, 거기서 플로라(미국 대통령 선거에서 플로리다의 역할을 조롱)가 결정을 하지 않게되어서 로지 오도넬은 재판을 청구하게 된다. 결국, 아이크의 경쟁 후보가 기권하게 되고, 아이크는 유치원 반장이 된다(거기서 아이크는 아주 자랑스럽게 "나 바지에 지렸어!"라고 외친다.).
그리고 한 순간에, 아이크는 그의 유치원 선생님인 미세스 스티븐스에 의해서 정사를 하게 된다. 그들은 밀라노로 도망갈 계획을 짜두고 있었다. 그들이 도망가기 전에, 카일은 그의 분별력이 돌아오도록 도와줬다. 나중에 아이크와 그의 선생은 호텔의 지붕위에서 가장자리로 뛰어갔다. 그러나 아이크는 미끄러져서 살게 되고, 미세스 스티븐스는 그렇지 못해서 결국 그녀의 죽음을 불러 왔다.
그가 캐나다인이라는 특성때문에, 캐나다의 수상이 비평가(그리고 테란스와 필립의 강적)인 스콧을 도와서 입양보낸 캐나다인 아이를 다시 생부모가 데려갈 수 있는 법을 제정하였다. 이 법에는 아이크의 생 부모인 헨리와 엘리스 길트도 포함되게 되었다. 그러나 수상이 사담 후세인인 것으로 드러나게 되고, 수상이 제정한 법은 모두 다 폐기 처분되었고, 아이크는 다시 그를 입양한 가족품으로 돌아가게 되었다.
Stanley's Cup 에피소드에서, 아이크는 스탠이 코치로 있는 Pee Wee 하키팀에 참여하게 된다. Pee Wee 하키팀은 재해때문에 오지 못한 콜로라도 하키팀 대신에, 디트로이드 레드 윙즈와 하키 시합을 하게 되고, 아이크와 다른 아이들은 심각하게 다치게 되고, 시합은 완전 지게 된다.